# ایساما
ایساما (استونیایی: Isamaa) یا میهن یک حزب دموکراتیک مسیحی و محافظه‌کار ملی در استونی است.
این حزب در ۴ ژوئن ۲۰۰۶ تأسیس شده و رهبری فعلی آن هلیر-والدور سیدر است.

## رهبران
- Taavi Veskimägi (Res Publica) و Tõnis Lukas (Pro Patria) (۲۰۰۶–۲۰۰۷)
- مارت لار (۲۰۰۷–۲۰۱۲)
- اورماس رینسالو (۲۰۱۲–۲۰۱۵)
- مارگوس ساهنا (۲۰۱۵–۲۰۱۷)[۴]
- هلیر-والدور سیدر (۲۰۱۷–)[۵]